# Оскорбление религиозных чувств
Законы о богохульстве (оскорбление религиозных чувств, оскорбление чувств верующих, оскорбление верующих, кощунство) — существующие во многих странах законы (c разной степенью реального использования), защищающие категории граждан, принадлежащих к той или иной конфессии, а также ограничивающие выражения своего мнения в отношении кощунства, неуважения к святым лицам, религиозным артефактам, обычаям и верованиям. Отношение законодателей к оскорблению религии варьируется от наказания в виде смертной казни за оскорбление ислама в некоторых мусульманских странах до полного отсутствия состава преступления в нескольких странах (так, в США в настоящее время суд считает преследование за оскорбление религии не соответствующим свободе слова, а в Великобритании соответствующие законы Англии и Уэльсa были отменены в 2008 году).

## Законодательство по странам

### Австралия
Законодательство разных штатов Австралии относится к святотатству по-разному; оно является преступлением в одних штатах и ненаказуемо в других. Последняя попытка обвинения в святотатстве относится к 1919 году (в штате Виктория).

### Австрия
Параграф 188 уголовного кодекса Австрии запрещает «оскорбление священных лиц или предметов», а также «другие действия, которые могут быть признаны оскорблениями».

### Алжир
Законодательство в Алжире наказывает святотатство сроком от 3 до 5 лет заключения либо огромным штрафом.

### Афганистан
Афганистан запрещает святотатство в соответствии с шариатом под угрозой наказания вплоть до смертной казни через повешение.

### Бангладеш
Бангладеш ограничивает кощунство статьёй в законе, запрещающей «оскорблять религиозные чувства».

### Бразилия
Статья 208 уголовного кодекса Бразилии объявляет «публичное оскорбление богослужения или объекта почитания» преступлением, которое наказывается тюремным сроком от одного месяца до года или штрафом.

### Германия
В Германии публичное распространение печатных материалов, оскорбляющих религию, церковь, религиозные и идеологические общины и группы в форме, которая может привести к нарушению общественного порядка, наказуемо согласно статье 166 уголовного кодекса Германии и карается лишением свободы до трёх лет. Обвинения по этой статье были выдвинуты в 2006 году против 61-летнего пенсионера (в приговоре его фамилия с целью безопасности осуждённого скрыта, он был представлен как Manfred van H.). За изготовление туалетной бумаги с надписью «Коран, Святой Коран» и рассылку её в адрес 22 мечетей и нескольких телеканалов он был приговорён к одному году лишения свободы с отсрочкой на 5 лет и 300 часам общественных работ.

### Греция
Наказание за кощунство упомянуто в статьях 198, 199 и 201 уголовного кодекса Греции. Статья 198 «Злостное кощунство» предусматривает до двухлетнего срока заключения для тех, кто кощунствует «публично и злостно», а простое «публичное непочтение к божественному» наказывается сроком до трёх месяцев.
Статья 199 устанавливает наказание в виде тюремного срока до двух лет за публичное и злостное оскорбление в адрес Греческой православной церкви или «любой другой религии допустимой в Греции».
Статья 201 связана с осквернениями могил, устанавливая срок до двух лет за кощунственные действия по отношению к телу умершего и могиле.
Греция использовала законы о кощунстве только для защиты православной церкви, которая является в Греции государственной религией. В декабре 2003 года, австриец Герхард Хадерер был осуждён за публикацию юмористической книги «Жизнь Христа» вместе с греческим издателем и четырьмя книгопродавцами. По мнению прокурора, кощунственным было изображение Христа как хиппи. 13 апреля 2005 года афинский кассационный суд отменил решение нижестоящего суда и оправдал Хадерера.
В дополнение к законам о кощунстве, в Греции существует также отдельный закон об оскорблении религиозных чувств. Положения этого закона предоставляют дополнительную защиту лишь христианам.

### Дания
В уголовном кодексе Дании кощунство было запрещено в параграфе 140. Последнее успешное осуждение относится к 1938 году, когда нацистская группа была осуждена за антисемитскую пропаганду. С тех пор для защиты верующих применяется параграф 266b, который запрещает разжигание ненависти. Попытка отмены статьи о кощунстве в 2004 году не удалась. В июне 2017 года параграф 140 уголовного кодекса Дании был отменён решением парламента.

### Египет
Статья 98(f) уголовного кодекса Египта запрещает кощунство в адрес ислама, христианства и иудаизма.

### Израиль
В Израиле кощунство запрещено статьями 170 и 173 уголовного кодекса. Статья 170 запрещает осквернение молитвенных мест и священных объектов с умышленной целью оскорбления верующих, наказанием является тюремное заключение сроком до трёх лет. Статья 173 запрещает публикации, грубо оскорбляющие религии, а также высказывания (и даже звуки, изданные в публичном месте), которые грубо оскорбляют религии, наказание — до года тюрьмы.
Эти статьи законодательства восходят к указу № 43 верховного комиссара Палестины от 1929 года (англ. The Abuse and Vilification (religious invective) Order No. 43 of 1929), который был принят с целью прекратить беспорядки в подмандатной Палестине и содержал текст, близкий к современной статье 173.

### Индия
До британского владычества в Индии отсутствовали законы о кощунстве, что некоторые комментаторы связывают с отсутствием в господствующем в Индии индуизме понятия кощунства. В 1860 году во время английского правления в уголовный кодекс Индии была внесена статья 295A, которая наказывает тюремным заключением на срок до трёх лет или штрафом за злоумышленное оскорбление или попытку оскорбления словами или жестами религии или религиозных верований любого гражданина. Законы применимы ко всем религиям, включая индуизм, сикхизм, христианство и ислам.

### Индонезия
Статья 156(a) уголовного кодекса Индонезии запрещает намеренно и публично выражать враждебность к религии с целью препятствования верованиям других, а также запрещает позорить религию. Максимальное наказание — до пяти лет тюремного заключения.

### Иордания
Уголовный кодекс Иордании запрещает кощунство в адрес ислама, унижение мусульман или их чувств, оскорбления в адрес пророка Мухаммеда под угрозой трёхлетнего тюремного заключения. С 2006 года иорданские законы допускают преследование кощунства, совершённого за пределами страны, если оно повлияло на население Иордании через «электронные средства».

### Иран
Иран выводит своё законодательство из шариата. В Иране наказуемо не только кощунство, но и критика исламской власти, оскорбление ислама, публикация материалов, отклоняющихся от исламских верований.

### Ирландия
В Ирландии кощунство запрещено конституцией страны и наказуемо штрафом до 25 000 евро. Вызвавший споры закон был принят 9 июля 2009 года и вступил в силу 1 января 2010 года. В марте 2010 были объявлены планы референдума, целью которого являлось удаление запрещения из конституции (или подтверждение его).

### Исландия
В июле 2015 года парламент Исландии отменил наказание за богохульство, действовавшее в стране с 1940 года.

### Испания
525-я статья уголовного кодекса Испании запрещает оскорбление религиозных чувств, догм, верований и обрядов. В 2012 году закон был использован при обвинении Хавьера Крае (который был в итоге оправдан).

### Италия
В настоящее время в Италии кощунство является административным проступком (итал. Illecito amministrativo) и наказывается штрафом от 51 до 309 евро (статья 724 уголовного кодекса Италии). Введённая в 1930 году, статья поначалу считала кощунство уголовным преступлением и защищала только «государственную религию» (католицизм). В 1995 году текст был изменён, чтобы защитить «божество» любой религии. Текст закона никогда не включал кощунство в адрес не-Бога, потому кощунство в адрес, например, Богоматери, не признаётся преступлением, что вызывало призывы к изменению закона для более адекватной защиты верующих. Согласно закону № 205 от 25 июня 1999 года, кощунство перестало быть уголовным преступлением.

### Казахстан
Уголовный Кодекс РК, статья 174. Разжигание социальной, национальной, родовой, расовой, сословной или религиозной розни
```
Наказываются лишением свободы на срок от двенадцати до двадцати лет с лишением права занимать определенные должности или заниматься определенной деятельностью на срок до трех лет или без такового. Наказываются штрафом в размере от двух тысяч до семи тысяч месячных расчетных показателей либо ограничением свободы на срок от двух до семи лет, либо лишением свободы на тот же срок.  Сноска. Заголовок статьи 174 с изменением, внесенным Законом РК от 26.06.2020 № 349-VI (вводится в действие по истечении десяти календарных дней после дня его первого официального опубликования). 
```

### Канада
В Канаде в разделе 296(1) уголовного кода сохранился английский закон о «кощунственном пасквиле» (англ. blasphemous libel), отменённый в Англии и Уэльсе. Преступление наказуемо тюремным сроком до двух лет; последнее успешное обвинение относится к 1936 году. В настоящее время верующие для своей защиты применяют законы о разжигании ненависти (англ. hate speech), которые в Канаде покрывают любую «идентифицируемую группу» людей.

### Кувейт
Закон Кувейта о прессе и публикациях 1961 года запрещает публикацию любых материалов, которые атакуют религии, подстрекают к совершению преступлений, разжигают вражду или возбуждают несогласие. Согласно закону, любой мусульманин может начать дело в суде, если он считает, что автор высказывания оскорбил ислам.

### Малайзия
Малайзия предотвращает оскорбление религии через комбинацию усилий в образовании, ограничений на публикации и законодательных мер. Некоторые штаты Малайзии используют шариат для защиты ислама, в тех случаях, когда шариат неприменим, используется уголовный кодекс Малайзии, запрещающий оскорбление религии.

### Мальта
Для защиты верующих на Мальте используются законы о поношении религии и аморальности. С 1933 года статья 163 уголовного кодекса Мальты запрещает поношение католицизма, государственной религии Мальты, под угрозой тюремного заключения на срок от одного до шести месяцев. Статья 342 усиливает действие статьи 338(bb) (публичные непристойности) в случае кощунства и устанавливает диапазон наказаний от штрафа в 11 евро до трёх месяцев заключения. В 2008 году обвинения в публичном кощунстве были выдвинуты 621 раз.

### Нигерия
В Нигерии кощунство запрещено статьёй 204 уголовного кодекса, шариатом, который действует в некоторых штатах; также часто встречается самосуд.

### Нидерланды
Статья 147 в уголовном кодексе Нидерландов запрещает кощунство под угрозой трёхмесячного заключения или штрафа «второй степени» (до 3 800 евро). Запрещено публичное презрительное кощунство в устной или письменной форме, а также в виде изображений. Статья 429бис запрещает размещение кощунственного материала в местах, которые видимы из мест, открытых публике. Законы были приняты в 1930-х годах в связи с попыткой коммунистической партии Нидерландов запретить государственное празднование Рождества Христова. Последнее успешное применение статьи 147 относится к началу 1960-х годов, когда студенческая газета была оштрафована на 100 гульденов за сатиру на Новый Завет.
В 1966 году прокуратура возбудила дело по статье 147 против Герарда Реве, который в своём романе «Ближе к Тебе» описывает совокупление с богом, воплощенным в форме осла. Суд первой инстанции осудил Реве, но в апреле 1968 года апелляционный суд оправдал писателя.
В ноябре 2008 года министр юстиции Хирш Баллин (nl:Ernst Hirsch Ballin) выразил намерение правительства отменить статью 147. По его словам, правительство одновременно усилит антидискриминационное законодательство для противодействия оскорблениям в адрес любой группы людей. Однако в мае 2009 года правительство решило не трогать 147 статью после решения верховного суда, который нашёл, что человек с плакатом «остановить исламскую опухоль» невиновен в оскорблении группы людей на основании их религии.
1 февраля 2014 года закон о богохульстве был официально упразднён.

### Новая Зеландия
В Новой Зеландии, секция 123 уголовного закона 1961 года (en:Crimes Act 1961) устанавливает срок заключения до одного года для тех, кто публикует «кощунственный пасквиль» (en:blasphemous libel). Единственным случаем применения предшествующего закона было дело Джона Гловера, издателя газеты англ. The Maoriland Worker в 1922 году; Гловер был оправдан.

### Норвегия
В Норвегии существует закон о кощунстве, хотя он и не применялся с 1930-х годов. Последний раз закон использовался в процессе суда над Арнульфом Эверланном в 1933 году в связи с его речью «Христианство — десятая чума» (норв. Kristendommen — den tiende landeplage); Эверланн был оправдан. Последнее успешное обвинение относится к 1912 году, когда Арнфред Ольсен был присуждён к штрафу в 10 норвежских крон.

### Пакистан
Пакистан имеет сложную систему законов об оскорблении религии, которые активно применяются. Глава XV уголовного кодекса Пакистана содержит разделы о преступлениях, связанных с религией:
- § 295. Повреждение или осквернение молитвенного места с целью оскорбления любой религии[46].
- § 295-A. Злонамеренные действия с целью вызвать негодование верующих любой религии через оскорбления религии и её верований[47].
- § 295-B. Осквернение Корана[46].
- § 295-C. Оскорбления в адрес Пророка[48].
- § 296. Помехи молитвенному собранию[46].
- § 297. Незаконный вход на кладбища[49].
- § 298. Высказывание с намерением оскорбить религиозные чувства[49].
- § 298-A. Унизительные замечания в адрес святых[49].
- § 298-B. Некорректное применение эпитетов, описаний и титулов, которые обозначают святые места и святых[49].
- § 298-C. Ахмадит, называющий себя мусульманином и проповедующий свою веру[50].

Среди преследуемых по законам о кощунстве преобладают ахмадиты и христиане, но в их число входит также мусульмане, во всё возрастающее количестве. Обвиняемые по делам о кощунстве, как и вовлечённые полицейские, адвокаты и судьи подвергались угрозам, нападениям и убийствам.
В ноябре 2008 года Шабхаз Бхатти был назначен министром по делам меньшинств. Он пообещал, что правительство Асифа Али Зардари пересмотрит законодательство о кощунстве. Бхатти был убит в Исламабаде 2 марта 2011 года.
Пакистан активно поддерживает усилия Организации исламского сотрудничества, направленные на создание международных законов против кощунства.

### Польша
Уголовный кодекс Польши содержит текст: «Оскорбление религиозных чувств других людей путём публичных оскорблений объектов религиозного поклонения или мест проведения религиозных церемоний карается штрафом или лишением свободы на срок до двух лет». Статья закона неоднократно использовалась прокатолическими политиками и активистами. Противники закона считают, что он серьёзно ограничивает свободу слова и не позволяет публичных споров о влиянии церкви на общественную и политическую жизнь Польши.

### Россия
Уголовный кодекс РСФСР 1960 года, действовавший в РФ до 1997 года, запрещал «оскорбление чувств и убеждений граждан в связи с их отношением к религии с использованием в этих целях средств массовой информации или в иной публичной форме» (ст. 143) под угрозой наказания до одного года лишения свободы.
КоАП 5.26, часть 2, запрещает «умышленное публичное осквернение религиозной или богослужебной литературы, предметов религиозного почитания, знаков или эмблем мировоззренческой символики и атрибутики», а также их порчу или уничтожение.
В июне 2013 года приняты поправки об увеличении ответственности «за оскорбление чувств верующих», в том числе устанавливающие уголовную ответственность в виде лишения свободы за «публичные действия, выражающие явное неуважение к обществу и совершенные в целях оскорбления религиозных чувств верующих» (ст. 148 УК РФ). Также был увеличен размер ответственности, предусмотренной статьей 5.26 КоАП; в связи с изменением величины штрафа поправки были внесены и в статью 3.5 КоАП.
В 2014 году по статье был вынесен первый приговор: 24-летний житель Ижевска, который опубликовал в интернете оскорбительную для мусульман картинку, получил в наказание 200 часов обязательных работ. Введение в Уголовный кодекс нынешнего варианта статьи 148 вызвало ряд критических замечаний, обусловленных, в частности, тем обстоятельством, что закон должен защищать права как верующих, так и неверующих.

### Саудовская Аравия
Ислам — государственная религия Саудовской Аравии; монархия следует суннитскому направлению ислама. Законы страны об оскорблении религиозных чувств представляют собой сплав шариата, королевских указов и фетв Совета улемов. Законы предусматривают наказания за кощунство вплоть до смертной казни.

### Судан
Статья 125 суданского уголовного кодекса запрещает оскорбление религии, возбуждение вражды и демонстрацию презрения к религиозным верованиям под угрозой тюремного заключения, штрафа, и до 40 ударов кнутом. В ноябре 2007 года статья была применена для успешного судебного преследования учительницы, которая позволила своим ученикам назвать плюшевого медвежонка Мухаммедом (Дело о суданском плюшевом медвежонке), а в декабре того же года — для осуждения книгопродавцов, которые продавали книгу, непочтительно отзывавшуюся об Аише.
В мае 2005 года за нарушение 125 статьи был арестован Мухаммед Таха Мухаммед Ахмед, редактор газеты «Аль-Вифак», которая опубликовала статью о рукописи 500-летней давности, обсуждавшей происхождение имени Мухаммеда. Газета была оштрафована, сам Ахмед был оправдан, но был через год найден обезглавленным.

### Турция
Для запрета оскорбления религиозных чувств в Турции используется статья Уголовного кодекса Турции 216, запрещающая «публичное унижение религиозных чувств части населения». В апреле 2013 года по этому закону к условному заключению на срок в 18 месяцев был приговорён пианист Фазыл Сай, за высказывание о «низкородных скоморохах, ворах и шутах», которые все «аллахисты».

### Финляндия
В Финляндии кощунство упомянуто в разделе 10 главы 17 уголовного кодекса Финляндии. Попытки отменить раздел в 1914, 1917, 1965, 1970 и 1998 годах оказались неудачными.
В 1969 году Харро Коскинен был присуждён к штрафу за публикацию картины «Свиной Мессия», на которой была изображена распятая свинья.
30 мая 2008 года, окружной суд Тампере приговорил Сеппо Лехто к тюремному заключению на срок два года и четыре месяца за преступления, которые включали кощунство. Лехто был признан виновным в диффамации, разжигании межнациональной розни и оскорблении религиозных чувств. Согласно постановлению суда Лехто оскорбил религиозные чувства мусульман, когда он распространил материалы, явно кощунственные в отношении мусульманских святынь. Член хельсингского горсовета Юсси Халла-ахо был возмущён приговором, вынесенным Лехто, и в 2008 году разместил в интернете оскорбительные замечания в адрес ислама и сомалийцев, что в свою очередь привело его на скамью подсудимых хельсингского окружного суда.

### Южная Африка
Кощунство, определяемое как «незаконное, намеренное и публичное оскорбление Бога», является преступлением в Южной Африке. Некоторые законоведы предполагают, однако, что кощунство перестало быть уголовным преступлением в результате принятия в 1994 году южноафриканского Билля о правах, который включает свободу слова. Также утверждается, что закон является антиконституционным, так как охраняет только христианство и потому дискриминирует в зависимости от религии. С момента принятия Билля о правах дела по обвинениям в кощунстве не возбуждались.

## ПАСЕ
Парламентская ассамблея Совета Европы в Страсбурге 29 июня 2007 года приняла рекомендацию 1805 (2007) по вопросу кощунства, религиозных оскорблений и разжигания ненависти на основе религиозных различий. В рекомендации изложены предложения для государств-членов Совета Европы с учётом статей 10 (свобода слова) и 9 (свобода мысли и религии) Европейской конвенции о защите прав человека. Ассамблея постановила, что кощунство не должно быть уголовным преступлением.
Вместо кощунства — или в дополнение к нему — в некоторых европейских странах существует понятие «оскорбление религии», которое запрещено в Андорре, Германии, Греции, Испании, Италии, на Кипре, в Литве, Польше, Португалии, России, Словакии, Турции, Украине, Финляндии, Хорватии, Чехии и Швейцарии.
23 октября 2008 года Венецианская комиссия, рекомендательный орган Совета по конституционным вопросам, выпустила отчёт по вопросам кощунства. Среди выводов отчёта содержатся утверждения: «включение религиозных оскорблений в число правонарушений не является необходимым или желаемым» и «кощунство должно быть исключено из числа правонарушений».

## ЕСПЧ
25 октября 2018 года Европейский суд по правам человека единогласно признал, что суды Австрии не нарушили право на свободу слова гражданки, которую оштрафовали на 480 евро за обвинение пророка Мухаммеда в педофилии.